# Patrick Sänger
Patrick-Antoine Sänger (* 15. Juni 1979 in Wien) ist ein österreichischer Althistoriker, Papyrologe und Epigraphiker. Er lehrt seit 2018 als Professor für Alte Geschichte unter besonderer Berücksichtigung der Hilfswissenschaften am Seminar für Alte Geschichte an der Universität Münster. Zudem ist er seit 2022 Leiter der Forschungsstelle Papyrologie am Seminar für Alte Geschichte der Universität Münster.

## Wissenschaftlicher Werdegang
Patrick Sänger begann im Wintersemester 1997 mit dem Studium der Alten Geschichte und Altertumskunde an der Universität Wien, das er nach dem Wintersemester 2003 abschloss. Im Februar 2004 erfolgte die Sponsion zum Mag. phil., Thema der Diplomarbeit war Die Eirenarchen des Römischen Ägypten. Im Sommer 2004 nahm Sänger ein Promotionsstudium in Wien auf, das er im Sommer 2009 beendete. Die Promotionsprüfung erfolgte im Oktober 2009. Thema der Dissertation war Veteranen unter den Severern und den frühen Soldatenkaisern in Ägypten: Eine Betrachtung anhand der Archive der Veteranen Aelius Sarapammon und Aelius Syrion. Die gedruckte Dissertation wurde weitestgehend positiv von der Fachwelt aufgenommen und vergleichsweise häufig, darunter in der Historischen Zeitschrift, in Das Historisch-Politische Buch, der Klio, Anzeiger für die Altertumswissenschaften, Zeitschrift der Savigny-Stiftung für Rechtsgeschichte. Romanistische Abteilung, den Bonner Jahrbüchern, bei Sehepunkte und bei H-Soz-Kult, aber auch in Publikationen aus dem nicht deutschsprachigen Raum wie Bryn Mawr Classical Review, besprochen. Auch die Habilitation erfolgte für das Fach Alte Geschichte und Papyrologie im Oktober 2017 an der Wiener Universität, die Habilitationsschrift verfasste Sänger zum Thema Die ptolemäische Organisationsform politeuma. Ein kontroverser Aspekt jüdischer und hellenistischer Rechtsgeschichte.
Schon während des Studiums, ab 2003, nahm er an den Ausgrabungen des Österreichischen Archäologischen Instituts in Ephesos teil, ab 2004 mit dem Schwerpunkt auf die von Hans Taeuber geleitete epigraphische Feldforschung. Dieses Engagement dauerte bis 2012 an. Im Sommersemester 2003 erlangte er erste Lehrerfahrungen als Tutor einer Veranstaltung von Bernhard Palme. Von April bis November 2004 arbeitete er als Inhaber eines Werkvertrages am Sammelbuch Griechischer Urkunden aus Ägypten, einem Projekt der Akademie der Wissenschaften und der Literatur in Mainz, mit. Von Oktober 2005 bis September 2009 war Sänger als Assistent in Ausbildung am Institut für Alte Geschichte und Altertumskunde der Universität Wien beschäftigt. Zwischen Januar und März 2009 war er Jacobi-Stipendiat der Kommission für Alte Geschichte und Epigraphik in München. Im Oktober 2009 wechselte Sänger als Wissenschaftlicher Assistent an das Institut für Papyrologie der Universität Heidelberg. Hier erhielt er gemeinsam mit Rodney Ast 2010 den Klaus-Georg und Sigrid Hengstberger-Preis für den wissenschaftlichen Nachwuchs der Universität Heidelberg. Mit dem Preisgeld finanzierten sie im Juli 2011 das Hengstberger-Symposium Minderheiten und Migrationsphänomene.
Zum März 2013 wechselte Sänger wieder an das Wiener Institut für Alte Geschichte und Altertumskunde, wo er bis Juni 2016 als Wissenschaftlicher Mitarbeiter als APART-Stipendiat der Österreichischen Akademie der Wissenschaften an seinem Habilitationsprojekt arbeitete. Unterbrochen wurde das zwischen September und Dezember 2014, als er als Member zu einem Forschungsaufenthalt am Institute for Advanced Study in Princeton weilte. Bei seinem vom Herodotus Fund finanzierten Projekt beschäftigte sich Sänger mit The Jurisdiction of the Jewish πολίτευμα of Herakleopolis. Von September 2016 bis Februar 2017 war er Externer Lektor am Wiener Institut für Alte Geschichte und Altertumskunde, von März bis September 2017 am Institut für Alte Geschichte und Altorientalistik, zudem von Dezember 2016 bis März 2017 im Auftrag des Sonderforschungsbereich 950 „Manuscript Cultures in Asia, Africa and Europe“ der Deutschen Forschungsgemeinschaft mit der Sichtung und Katalogisierung der Papyrussammlung der Staats- und Universitätsbibliothek Hamburg betraut. Im November 2016 organisierte er gemeinsam mit Sandra Scheuble-Reiter die Tagung Shaping Politics and Society – Mercenaries in the Greek World an der Universität Halle. Im Oktober 2017 wurde Sänger Wissenschaftlicher Mitarbeiter der Abteilung Alte Geschichte des Instituts für Klassischer Altertumskunde der Universität Kiel.
Zum 1. April 2018 wurde Patrick Sänger in Nachfolge von Norbert Ehrhardt zum W2-Professor für Alte Geschichte an die Universität in Münster berufen.
Sänger ist seit 2009 Mitglied in der International Society for Arabic Papyrology sowie der Association Internationale de Papyrologues, seit 2011 im International Network for the Study of Late Antiquity sowie seit 2016 in der Association Internationale d’Épigraphie Grecque et Latine. Von Band 18 (2003) bis Band 31 (2016) war er Redakteur der Zeitschrift für Alte Geschichte, Papyrologie und Epigraphik Tyche. Bislang hat er etwa 50 Artikel zu Zeitschriften und Sammelwerken beigesteuert, zudem fast ebenso viele Vorträge gehalten.
Forschungsschwerpunkte Sängers sind Minderheiten und Migrationsphänomene in der Antike, mit einem Schwerpunkt auf den Hellenismus, die Verwaltungs-, Rechts- und Sozialgeschichte des östlichen Mittelmeerraumes vom Hellenismus bis in die Spätantike sowie die Edition dokumentarischer Papyri sowie von Inschriften aus Ephesos.

## Schriften
Monographien
- Veteranen unter den Severern und frühen Soldatenkaisern. Die Dokumentensammlungen der Veteranen Aelius Sarapammon und Aelius Syrion (= Heidelberger Althistorische Beiträge und Epigraphische Studien. Band 48). Franz Steiner Verlag, Stuttgart 2011, ISBN 978-3-515-09904-2.
  - Rezension durch Patrick Reinard bei H-Soz-Kult.
  - Rezension durch Peter van Minnen im Bryn Mawr Classical Review. (englisch)
  - Rezension durch Yann Le Bohec bei Sehepunkte. (französisch)
- Die ptolemäische Organisationsform politeuma. Ein Herrschaftsinstrument zugunsten jüdischer und anderer hellenischer Gemeinschaften (= Texts and studies in ancient Judaism, Band 178). Mohr Siebeck, Tübingen 2019, ISBN 978-3-16-156883-1 (Druck), ISBN 978-3-16-156884-8 (E-Book).

Herausgegebene Bände
- mit Hans-Albert Rupprecht und Fabian Reiter: Sammelbuch Griechischer Urkunden aus Ägypten. Band XXV/2: Index zu Band XXIV. Harrassowitz, Wiesbaden 2008, ISBN 978-3-506-76635-9.
- mit Rodney Ast: Minderheiten und Migration in der griechisch-römischen Welt. Politische, rechtliche, religiöse und kulturelle Aspekte (= Studien zur Historischen Migrationsforschung. Band 31). Ferdinand Schöningh, Paderborn 2016, ISBN 978-3-506-76635-9.
  - Rezension durch Winfried Schmitz in hsozkult.
- mit Sandra Scheuble-Reiter: Söldner und Berufssoldaten in der griechischen Welt. Soziale und politische Gestaltungsräume (= Historia. Einzelschriften, Band 269). Franz Steiner Verlag, Stuttgart 2022, ISBN 978-3-506-76635-9 (Druck), ISBN 978-3-515-13314-2 (E-Book).

## Einzelbelege
1. ↑  durch Oliver Stoll in: Historische Zeitschrift. Band 295, 2012, S. 155–156.
2. ↑  durch Peter Kehne in: Das Historisch-Politische Buch. Band 61, 2013, S. 162.
3. ↑  Brian Campbell in: Klio. Band 95, 2013, S. 259–261.
4. ↑  durch Christian Körner in: Anzeiger für die Altertumswissenschaften. Band 66, 2013, 248–250.
5. ↑  durch Gerhard Thür in: Zeitschrift der Savigny-Stiftung für Rechtsgeschichte. Romanistische Abteilung. Band 131, 2014, S. 562–564.
6. ↑  durch Gabriele Wesch-Klein in: Bonner Jahrbücher. Band 212, 2012, S. 486–488.
7. ↑  etwa durch Catherine Wolff in: Revue des études anciennes. Band 114, 2012, S. 693–694; Alain Martin in: L’antiquité classique. Band 82, 2013, S. 511–513 (PDF); Markus Handy in: Ancient West & East. Band 14, 2015, S. 424–425.
8. ↑  Stand: Juni 2018

| Personendaten    | Personendaten                                               |
| ---------------- | ----------------------------------------------------------- |
| NAME             | Sänger, Patrick                                             |
| ALTERNATIVNAMEN  | Sänger, Patrick-Antoine                                     |
| KURZBESCHREIBUNG | österreichischer Althistoriker, Papyrologe und Epigraphiker |
| GEBURTSDATUM     | 15. Juni 1979                                               |
| GEBURTSORT       | Wien                                                        |